# Stogovci (Apače)
Stogovci je jednou z 21 vesnic, které tvoří občinu Apače ve Slovinsku. Ve vesnici v roce 2002 žilo 148 obyvatel.

## Poloha, popis
Rozkládá se v Pomurském regionu na severovýchodě Slovinska. Její rozloha je 2,06 km²[zdroj?] a rozkládá se v nadmořské výšce zhruba od 220 do 300 m. Obcí protéká malý potok s názvem Mlinski potok. Vesnice leží při silnici č.438 a je vzdálena asi 5,5 km západně od Apače, střediskové obce občiny.
Sousedními vesnicemi jsou: Spodnje Konjišče na severu, Drobtinci na východě, Grabe na jihu, Pogled, Podgorje a Spodnje Konjišče na západě.